# Рэйдл, Карл
Карл Рэйдл (англ. Carl Radle; 18 июня 1942, Талса, Оклахома, США — 30 мая 1980, Клэрмор, Оклахома, США) — американский гитарист и музыкальный продюсер. В период с конца 1960-х и 1970-е годы сотрудничал со многими известными музыкантами, в частности, Эриком Клэптоном. В период 1970 - 1971 гг. был членом группы Derek and the Dominos и участвовал в записи знаменитого альбома «Layla and Other Assorted Love Songs», выпущенного этой группой. 

## Дискография

### С группой Derek and the Dominos
- 1970 Layla and Other Assorted Love Songs
- 1973 In Concert
- 1990 The Layla Sessions: 20th Anniversary Edition
- 1994 Live at the Fillmore

### С Эриком Клэптоном
- 1970 Eric Clapton
- 1974 461 Ocean Boulevard
- 1975 E. C. Was Here
- 1975 There's One in Every Crowd
- 1976 No Reason to Cry
- 1977 Slowhand
- 1978 Backless